# زندگی این سال
زندگی این سال (به هندی: Yeh Saali Zindagi) فیلمی محصول سال ۲۰۱۱ و به کارگردانی سودیر میشرا است. در این فیلم بازیگرانی همچون عرفان خان، آروندای سینگ، چیترانگادا سینگ، ادیتی رائو حیدری، سراب شوکلا، یاشپال شارما ایفای نقش کرده‌اند.